# Ульмский собор
Ульмский собор (нем. Ulmer Münster) — самая высокая церковь мира, расположенная в немецком городе Ульм (земля Баден-Вюртемберг). Заложена в конце XIV века и после 300-летнего перерыва достроена в XIX веке.
Формально эта лютеранская церковь не является собором, так как епископ Евангелической земельной церкви Вюртемберга, которой принадлежит здание, пребывает в Штутгарте.

## История
Зальная церковь в Ульме была заложена в 1377 году по проекту, который приписывается некоторыми исследователями мастеру южногерманской готики Генриху Парлеру из Гмюнда. Весь собор, кроме главной башни, кирпичный (что позволяет считать его одной из крупнейших кирпичных построек мира).
162-метровая башня из песчаника спроектирована Ульрихом Энзингером, который возглавил строительство в 1392 году (а до этого проявил себя работами в Страсбургском соборе). После завершения нефа в 1405 году собор был освящён, хотя строительство других частей храма приостановилось из-за того, что боковые нефы не выдерживали тяжести сводов.
В 1530—1543 годах, после перехода храма к лютеранам, строительство возобновилось, и шпиль башни достиг высоты в 100 метров, однако затем из-за финансовых проблем (религиозные войны, перенос торговых путей в Атлантику) строительные работы были свёрнуты.
В 1817—1890 годах собор был полностью завершён. В 1856 году в нём был установлен новый орган Эберхарда Валькера с четырьмя мануалами, двумя педалями, 100 регистрами и 6564 трубами — на тот момент один из крупнейших в мире и самый технически новаторский в Германии. Валькер работал над проектом этого органа с 1838 года, в 1849 году проект был утверждён, в мае 1854 года началось строительство, 13 октября 1856 года орган был торжественно открыт концертом четырёх органистов — музыкального руководителя собора Иоганна Фридриха Диффенбахера и приглашённых музыкантов Якоба Адама Зайтца, Иоганна Георга Фреха и Фридриха Ригеля.
Церковь почти не пострадала от бомбардировки в декабре 1944 года, разрушившей площадь перед собором и 80 % исторического центра города.

## Особенности
В отличие от многих других недостроенных в Средние века храмов Германии, интерьер Ульмского собора успел сформироваться до наступления эпохи Возрождения. Внутреннее убранство принадлежит мастерам ульмской художественной школы — таким, как Мульчер и Сирлины. В 1521 году, после уничтожения иконостаса протестантами, в алтаре был установлен триптих работы Шаффнера, сохранившийся до нашего времени.
Высота главной башни собора, по разным данным, составляет 161,53—161,70 метра. Башня следующего по высоте Кёльнского собора возвышается на 157 метров от основания. Посетителям предоставляют возможность подняться на самый верх этого сооружения. Подъём выполняется по крайне узким каменным винтовым лестницам. В хорошую погоду с вершины открывается панорама Альп вплоть до Цугшпитце и Сентиса. Вместимость собора — до 20 тысяч человек; количество сидячих мест — порядка 2 тысяч. Длина здания составляет 123,56 метра, ширина — 48,8 метра. Площадь — около 6 тысяч м².
Символ города Ульма — воробей — когда-то, согласно легенде, помог строителям города — сначала незадачливые строители возвели ворота в город, тогда стало непонятно, «как же пронести через них брёвна для строительства?», пока они гадали, один заметил, что умная птичка-воробей проносит соломинки боком, а не поперёк. Строители тоже стали проносить брёвна в ворота не поперёк, а боком, и город Ульм был построен. В благодарность жители города украсили фигурой воробья верхушку городского собора. Оригинальная скульптура 1852 года теперь демонстрируется в соборе.